# Åge Sten Nilsen

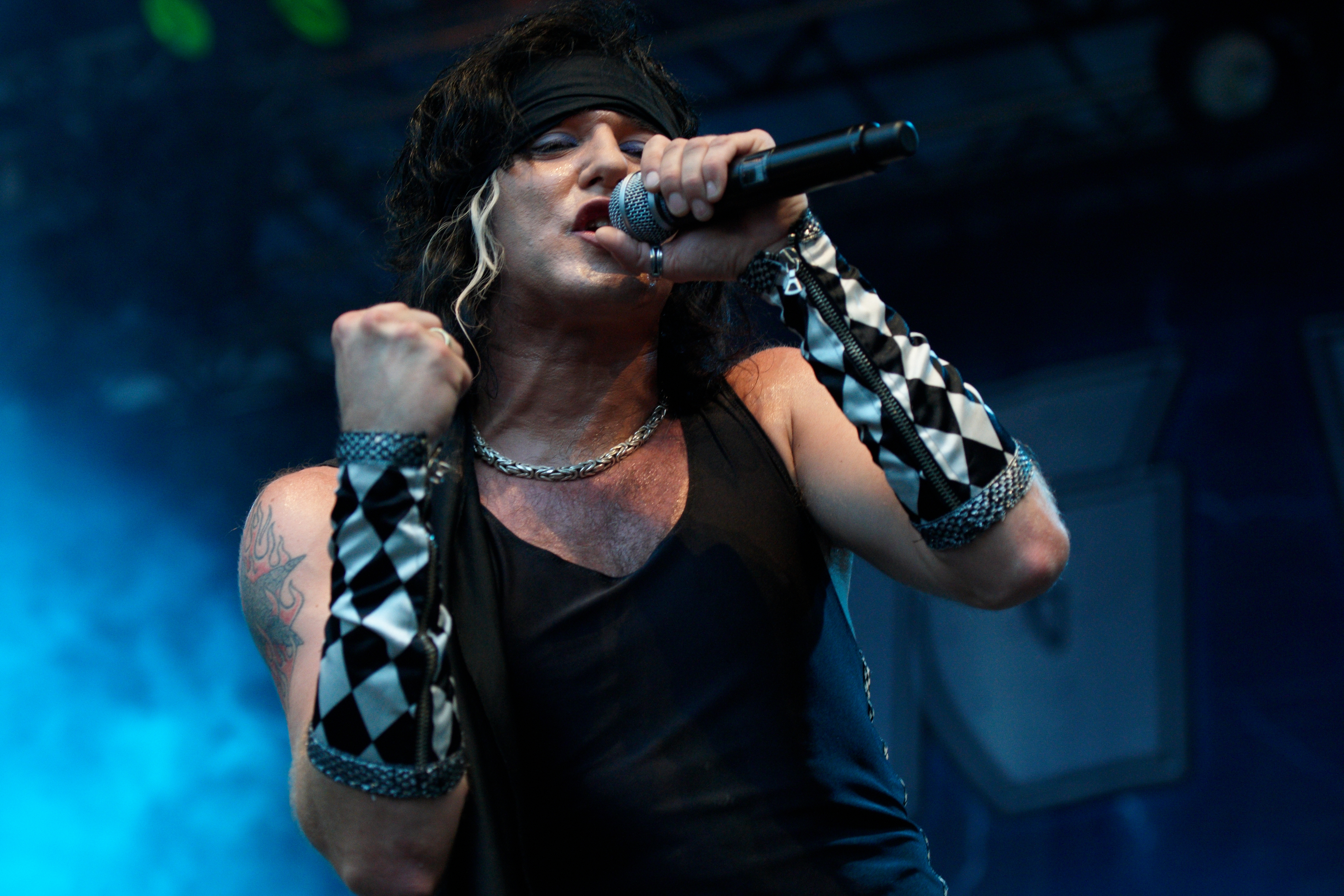
Åge Sten Nilsen

Åge Sten Nilsen (ur. 22 listopada 1969 w Klavestadhaugen, obecnie mieszka w Fredrikstad) – norweski muzyk/kompozytor. Jest bardziej znany z zespołu Wig Wam, jednakże występuje też jako solowy artysta. W zespole Wig Wam nosi przydomek „Glam”.
W wieku 14 lat zadebiutował w konkursie talentów we Fredrikstad, gdzie zajął 2. miejsce. 
W 1998 roku zajął 3. miejsce w norweskich selekcjach do konkursu Eurowizji (Melodi Grand Prix) jako G-Sten z piosenka „Always will” W 2000 roku wydał debiutancki album G-STEN a już w 2001 zakończył solową karierę na rzecz Wig Wam. 
Jako jedyny Norweg został wybrany do musicalu CHESS Nicka Grace'a. Grał przy boku znanych gwiazd takich jak Sean Kingsley, David Shannon, Linzi Hately i Michael McCarthy. CHESS stał się wielkim sukcesem a Åge otrzymał bardzo dobrą krytykę. W 2007 zagrał w norweskiej wersji Which Witch. 
Åge zdobył również złotą statuetkę za swoje wykonanie piosenek Queen. 
Zadebiutował także w największym hicie telewizji tv3 „Singing Bee” jako prowadzący show. 
W 2013 założył zespół Ammunition, z którym w 2017 roku dostał się do finałowej 10 MGP.

## Dyskografia

### Solo
W przerwach od Wig Wam Åge zajął się solową karierą. W 2006 roku wydał album „Wolf & Butterfly”. 9 lutego wydał 2 solową płytę GLAMunition. 
Albumy studyjne
- G-Sten (2000)
- Wolf & Butterfly (2006)
- GLAMunition (2009)

Single
- Always Will (1998)
- No Cigar (2009)

### Wig Wam
Zespół stał się popularny w 2005 roku kiedy wygrał MGP ze swoim hitem „In my dreams”. Wraz z zespołem Åge jako „GLAM” odniósł wielki sukces zarówno w kraju jak i poza jego granicami. Ich kolejne płyty pokrywały się złotem i platyną.
W tej chwili Åge wraz z Wig Wam przygotowuje się do kwietniowych koncertów w Japonii.
Albumy Studyjne
- 667.. The Neighbour of the Beast (2004)
- Hard to Be a Rock 'n' Roller (2005)
- Wig Wamania (2006)
- Live in Tokyo (2007)
- Non Stop Rock 'N Roll (2010)
- Wall Street (2012)

Singles
- I Turn To You (2004)
- Crazy Things (2004)
- Hard to Be a Rock'n'Roller (2004)
- In My Dreams (2005)
- Bless The Night (2005)
- Gonna Get You Someday (2006)
- Daredevil Heat (2006)
- Bygone Zone (2006)
- At The End Of The Day (2006)
- Do You Wanna Taste It? (2010)
- Wall Street (2012)

## Życie prywatne
W 1999 ożenił się z Randi Judith. Åge ma również 2 córki Tele Christin (ur. 1991) i Ode (ur. 1999).